# Краснореченское (Луганская область)
Красноре́ченское (укр. Красноріченське) — посёлок в Сватовском районе Луганской области Украины. Образует Краснореченский поселковый совет.

## Географическое положение
Расположен на реке Красной (приток Северского Донца).

## История
В 1973 году в состав посёлка было включено село Краснореченское. После этого посёлок Кабанье был переименован в Краснореченское.

## Население
4020 человек
В январе 1989 года численность населения составляла 6051 человек.
В январе 2013 года численность населения составляла 4429 человек.

## Транспорт
В посёлке находится железнодорожная станция Кабанье.

## Известные жители
- Дачко, Фёдор Терентьевич — Герой Советского Союза